# Ivan Toney
Ivan Benjamin Elijah Toney, född 16 mars 1996, är en engelsk fotbollsspelare som spelar för Al-Ahli.

## Karriär
Den 31 augusti 2020 värvades Toney till Brentford, där han skrev på ett kontrakt fram till juni 2025. Den 30 augusti 2024 värvades Toney av saudiska Al-Ahli, där han skrev på ett fyraårskontrakt.

## Privatliv
Den 17 maj 2023 tvingades Toney att avsluta sin säsong i förtid efter att ha spelat 33 ligamatcher, han fick åtta månaders avstängning och böter på 650 000 Sek på grund av att ha brutit FA:s bettingsregler.

## Jamaicas landslag
I mars 2021 ryktades det om att Toney skulle kallas in till Jamaicas landslag, detta som en del av en plan från Jamaicas fotbollsförbund som gick ut på att ringa in engelsk-födda fotbollsspelare för att på så sätt förbättra nationens chanser att kvala in till VM i Qatar 2022. Förbundets president Michael Ricketts hävdade att Toney var i färd med att skaffa ett jamaicanskt pass för att på det viset kunna representera landslaget, trots detta kom det fram uppgifter om att Toney hade tackat nej då han uttryckt en ambition att spela för födelselandet England.